# Easyjet
Easyjet, i marknadsföringssammanhang ibland skrivet easyJet, är ett flygbolag baserat på Luton Airport. Flygbolaget är ett av Europas största lågprisflygbolag och transporterar flest passagerare av alla flygbolag i Storbritannien, och har både nationella och internationella reguljära flyglinjer, med totalt 437 linjer mellan 111 flygplatser i Europa, Nordafrika och Mellanöstern. Flygbolaget erbjuder främst lågprisbiljetter, men används ibland som fullservice-bolag på charterflygningar på uppdrag av andra företag.

## Historik
Flygbolaget grundades den 18 oktober 1995 av grekcyprioten Stelios Haji-Ioannou. Trafiken inleddes den 10 november 1995, med två Boeing 737-200. Flygplanen flögs inledningsvis av GB Airways, därefter av Air Foyle på grund av att Easyjet ännu inte hade fått sitt flygtillstånd. I början trafikerade EasyJet två linjer: från London-Luton till Glasgow och Edinburgh.

### Ekonomisk översikt
Easyjet noterades på London Stock Exchange i oktober 2000.
I oktober 2004 köpte FL GROUP, ägare till flygbolagen Icelandair och Sterling, 8,4% av aktierna i Easyjet. Under 2005 ökade FL GROUP sin ägar-andel i bolaget successivt upp till 16,9%, och det spekulerades om att FL GROUP skulle presentera ett uppköpserbjudande för hela bolaget. Men i april 2006 försvann tron på att FL GROUP skulle ta över, efter att de sålde sin andel i företaget.
I november 2005 slutade Ray Webster efter 10 år som VD på Easyjet. Han ersattes av Andrew Harrison.

### Marknaden
En av Easyjets första marknadsföringsstrategier byggde på "att göra flygande lika kostnadseffektivt som ett par jeans" och uppmanar resenärer att "låta bli resebyrån". I början bestod reklamen mest av att boknings-telefonnumret var målat i orange på flygplanen.
TV-serien Airline spelades in mellan 1999 och 2007, och gjorde att de flesta i Storbritannien kände till Easyjet. Serien gjorde mycket för att främja flygbolaget under denna tid, även om den inte alltid framhävde Easyjet på ett positivt sätt.
Easyjet har använt ett antal slogans sedan starten. Dess nuvarande slogan är "Come on, let's fly!". Easyjet har tidigare titulerat sig som "webbens favoritflygbolag", som ett svar på British Airways slogan "världens favoritflygbolag". Denna slogan valdes eftersom Easyjet hade sålt en större andel av platserna via sin webbplats än något annat flygbolag.
Easyjet har expanderat snabbt sedan starten 1995, med nya baser både i Storbritannien och i övriga Europa, samt genom ett antal förvärv. Flygbolagets expansion har också medfört en ökning i konsumenternas efterfrågan på billiga resor.
I mars 1998 köpte Easyjet 40% av aktierna i det schweiziska charterflygbolaget TEA Basel för tre miljoner schweizerfranc. Flygbolaget döptes om till EasyJet Switzerland och inledde franchiseavtal med Easyjet den 1 april 1999, efter att ha flyttat sitt huvudkontor till Genèves internationella flygplats. Detta var EasyJets första bas utanför Storbritannien.
Den 16 maj 2002 meddelade Easyjet att de skulle köpa det konkurrerande flygbolaget GO Fly (baserat på London Stansted), för £ 374 miljoner. Easyjet tog över tre nya baser från GO Fly, på Bristol International Airport, East Midlands och London Stansted. Förvärvet av GO Fly nästan fördubblade antalet Boeing 737-300 i Easyjets flygplansflotta.
Under 2001 öppnade Easyjet sin bas på Gatwick flygplats, och mellan 2003 och 2007 öppnade Easyjet baser i Tyskland, Frankrike, Italien och Spanien, vilket gjorde att de växte stort i centrala Europa.
Den 25 oktober 2007 meddelade Easyjet att de hade gått med på att köpa hela aktiekapitalet i GB Airways för £ 103,5 miljoner. Det har använts för att expandera Easyjets verksamhet på Gatwick flygplats och även för att etablera en bas på Manchester Airport.
I juli 2017 startade easyJet dotterbolaget easyJet Europe, baserat i Österrike, som sedan tagit över ägarskap för många plan, för att tillåtas flyga inom EU efter Brexit.

## Destinationer
Easyjet trafikerar flygplatser i ett trettiotal länder i Europa, Mellanöstern och norra Afrika. Flygbolagets hemmabas är på Luton Airport, dock har de sin största bas på Gatwick flygplats som erbjuder 118 destinationer. EasyJet har även andra baser över hela Europa där de största är i ordning: Berlin, London–Luton, Genève, Bristol,	Manchester, Basel/Mulhouse, Milano-Malpensa, Lyon, Venedig, Amsterdam, Paris-Charles de Gaulle, Nice, Edinburgh, Neapel, Belfast och Paris-Orly. Flygbolaget hade även en bas i Dortmund, som stängdes den 26 oktober 2008 på grund av ineffektivitet och låga inkomster.